# 山村嘉己
山村 嘉己（やまむら よしみ、1929年10月14日 - ）は、フランス文学者、関西大学名誉教授。

## 経歴
三重県生まれ。1953年京都大学文学部仏文科卒。1963年佛教大学助教授、1967年関西大学文学部助教授、1976年教授、2000年定年、名誉教授。華頂短期大学学長。

## 著書
- 『文学入門 真の文学とはなにか』駿河台出版社 1980
- 『遊歩道のボードレール』玄文社 1986
- 『土星びとの歌 ヴェルレーヌ評伝』関西大学出版部 1990
- 『象徴主義は死なず フランス象徴主義詩史概説』青山社 1995
- 『増補文学概論』佛教大学通信教育部 1997
- 『詩人と女性 フランス象徴主義の裏側』関西大学出版部 1998

### 共編著
- 『知識人その虚像と実像』渡辺幸博,小川雅也共編著 創元社 1976
- 『女と男のかんけい学』大越愛子共編 明石書店 1986
- 『性差と文化』植松健郎共編 玄文社 1988
- 『文化のなかの「女」と「男」』源淳子共著 嵯峨野書院 1992
- 『微笑み、ふらんせ』田中寛一編 朝日出版社 1992
- 『パラグラフ式フランス文法』改訂 平田重和共著 駿河台出版社 1994
- 『ジュタンブラス』丸瀬康裕,和田ゆりえ共著 朝日出版社 1998
- 『新・ジュタンブラス』丸瀬康裕, 和田ゆりえ共著 朝日出版社 2006

### 翻訳
- ピエール・エマニュエル『ボードレール』ヨルダン社 作家と人間叢書 1973
- H.ジェルボオ『ルーサー・キング』福村出版 人間解放の人びと 1974
- ポール・トゥルニエ『老いの意味 美わしい老年のために』ヨルダン社 1975
- ポール・トゥルニエ『人間・仮面と真実』渡辺幸博共訳 ヨルダン社 1977
- ポール・トゥルニエ『苦悩』ヨルダン社 1983